# Dissochaeta beccariana
Dissochaeta beccariana är en tvåhjärtbladig växtart som beskrevs av Célestin Alfred Cogniaux. Dissochaeta beccariana ingår i släktet Dissochaeta och familjen Melastomataceae. Inga underarter finns listade i Catalogue of Life.